# Moïse et Aaron (film)
Pour plus de détails, voir Fiche technique et Distribution.
Moïse et Aaron (Moses und Aron) est un film austro-germano-italo-français réalisé par Danièle Huillet et Jean-Marie Straub, sorti en 1975. Le film est dédié à Holger Meins.

## Fiche technique
- Titre original : Moses und Aron
- Titre français : Moïse et Aaron
- Réalisation : Danièle Huillet et Jean-Marie Straub
- Scénario : adaptation de l'opéra éponyme en trois actes d'Arnold Schönberg, Moses und Aron, créé en 1954
- Photographie : Renato Berta et Ugo Piccone
- Son : Louis Hochet et Jeti Grigioni
- Musique : Arnold Schönberg
- Direction musicale : Michael Gielen
- Orchestre symphonique de la Radio autrichienne
- Chœur de la Radio autrichienne avec Gottfried Preinfalk
- Montage : Danièle Huillet et Jean-Marie Straub
- Sociétés de production : Straub-Huillet Films ; NEF (Paris) ; Taurus Film (Munich) ; Rai ; ORTF ; Janus Film (Francfort)
- Pays d'origine :  Autriche,  France,  Allemagne de l'Ouest,  Italie
- Format : couleur - 35 mm - 1,37:1 - Mono
- Genre : musical
- Durée : 105 minutes
- Date de sortie : février 1975

## Distribution
- Günther Reich : Moïse
- Louis Devos[1],[2] : Aaron
- Eva Csapó[3],[4] : la jeune fille
- Roger Lucas : le jeune homme
- Richard Salter : l'autre homme
- Werner un homme : un homme
- Ladislav Illavsky : l'Éphraïmite
- Elfriede Obrowsky : une malade
- Helmut Bauun : un homme
- Jürg Burth : un danseur
- Nick Frarrant : un danseur
- Wolfgang Kegler : un danseur
- Michael Molnar : un danseur
- Husam Aldin M. Ali : un homme
- Adriano Aprà : un homme
- Hans-Peter Böffgen : un combattant
- Walter Grassi : un homme
- Marco Melani : un homme
- Harald Vogel : un combattant
- Bianca Florelli
- Enzo Ungari